# Ilmarinjärvi
Ilmarinjärvi är en sjö i Finland. Den ligger i Ylöjärvi stad i landskapet Birkaland, i den södra delen av landet, 170 km norr om huvudstaden Helsingfors. Ilmarinjärvi ligger 100 meter över havet. Arean är 18,7 hektar och strandlinjen är 1,67 kilometer lång. Sjön  ingår i Kumo älvs huvudavrinningsområde.   Den ligger vid sjön Ryydynpohja. I omgivningarna runt Ilmarinjärvi växer i huvudsak barrskog.